# Gruithuisen (cráter)

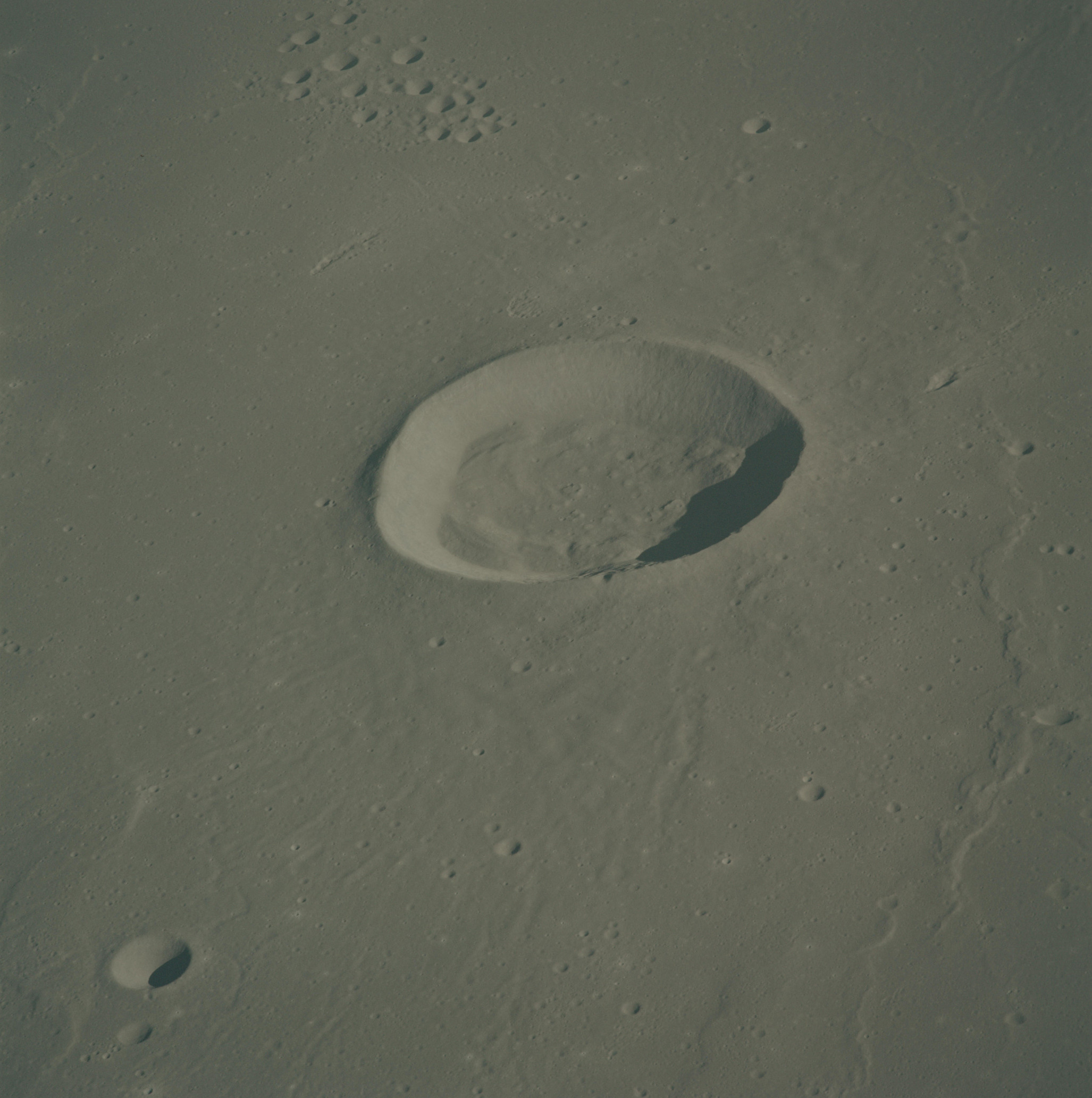
Fotografía de la misión Apolo 15

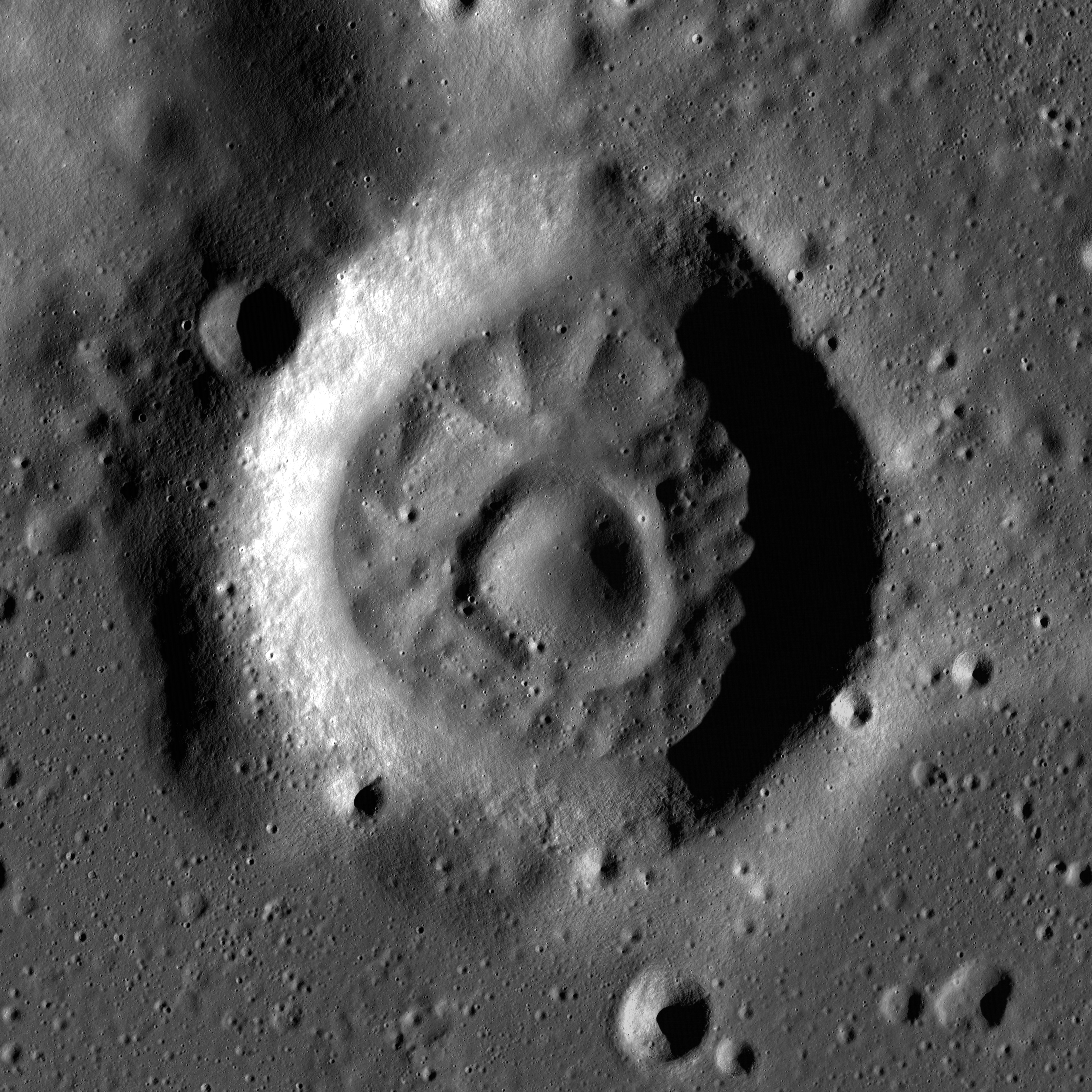
Fotografía de la misión Lunar Reconnaissance Orbiter

Gruithuisen es un pequeño cráter de impacto lunar que se encuentra en la sección de mar lunar que une el Oceanus Procellarum con el Mare Imbrium situado al este. Al sureste de Gruithuisen aparece el pequeño cráter Delisle. Al sur se encuentra la Dorsum Bucher, una dorsum que se prolonga en dirección norte-sur durante unos 90 kilómetros.
El borde de Gruithuisen es relativamente suave y circular, sobresaliendo ligeramente por encima del mar circundante. El interior carece relativamente de rasgos distintivos, con una pequeña plataforma interior limitada por los materiales depositados a lo largo del borde inferior de las paredes internas.
|  |

Al norte del cráter, a lo largo del borde de la península de tierras altas entre los dos maria, se halla un domo que se designa Mons Gruithuisen Gamma (γ). Justo al este de este elemento característico aparece otro lugar montañoso denominado Mons Gruithuisen Delta (δ). Al noroeste del cráter Gruithuisen se concentra grupo de varios cráteres, que probablemente se formaron a partir de un único cuerpo que se rompió justo antes del impacto.

## Cráteres satélite
Por convención estos elementos son identificados en los mapas lunares poniendo la letra en el lado del punto medio del cráter que está más cerca de Gruithuisen.
|             | \| Gruithuisen \| Coordenadas \| Diámetro \| \| ----------- \| ----------------------------- \| -------- \| \| B \| 35°36′N 38°48′O / 35.6, -38.8 \| 9 km \| \| E \| 37°18′N 44°18′O / 37.3, -44.3 \| 8 km \| \| F \| 36°18′N 37°54′O / 36.3, -37.9 \| 4 km \| \| G \| 36°36′N 43°54′O / 36.6, -43.9 \| 6 km \| \| H \| 33°18′N 38°24′O / 33.3, -38.4 \| 6 km \| \| K \| 35°18′N 42°42′O / 35.3, -42.7 \| 6 km \| \| M \| 36°54′N 43°12′O / 36.9, -43.2 \| 7 km \| \| P \| 37°06′N 40°30′O / 37.1, -40.5 \| 11 km \| \| R \| 37°06′N 45°18′O / 37.1, -45.3 \| 7 km \| \| S \| 37°30′N 45°36′O / 37.5, -45.6 \| 7 km \| |          |
| Gruithuisen | Coordenadas | Diámetro |
| B           | 35°36′N 38°48′O / 35.6, -38.8 | 9 km     |
| E           | 37°18′N 44°18′O / 37.3, -44.3 | 8 km     |
| F           | 36°18′N 37°54′O / 36.3, -37.9 | 4 km     |
| G           | 36°36′N 43°54′O / 36.6, -43.9 | 6 km     |
| H           | 33°18′N 38°24′O / 33.3, -38.4 | 6 km     |
| K           | 35°18′N 42°42′O / 35.3, -42.7 | 6 km     |
| M           | 36°54′N 43°12′O / 36.9, -43.2 | 7 km     |
| P           | 37°06′N 40°30′O / 37.1, -40.5 | 11 km    |
| R           | 37°06′N 45°18′O / 37.1, -45.3 | 7 km     |
| S           | 37°30′N 45°36′O / 37.5, -45.6 | 7 km     |